# Daniel Merlin
Pour les articles homonymes, voir Merlin (homonymie).
Daniel Merlin, né le 14 avril 1861 à Audigny et mort le 12 juin 1933 à Paris, est un peintre français.

## Biographie
Daniel Luc Désiré Merlin est le fils de Louis Onézime Merlin, négociant en tissus, et d'Ursule Evélina Potillion.
Élève de Jean-Paul Laurens, il expose au Salon de 1884 à 1924.
En 1885, il épouse Jeanne Marie Parod (1860-1932), professeur de piano.
Il meurt à l'âge de 72 ans à son domicile de la rue Legendre. Il est inhumé au cimetière des Batignolles.

## Participation aux Salons parisiens
- Dans l'atelier, au Salon de 1884
- Chats jouant, au Salon de 1888
- La proie échappée, au Salon de 1895
- Le déjeuner, au Salon de 1899
- Jeunes chats, au Salon de 1900
- En famille ; chats, au Salon de 1901
- Famille de chats, au Salon de 1903
- Le vase renversé, au Salon de 1907
- Autour du bocal, au Salon de 1908 (Nancy)
- Au Jardin (Famille de chats), au Salon de 1908 (Toulouse)
- Jeunes Chats, au Salon de 1908 (Toulouse)
- En famille, au Salon de 1910
- Curiosité (Chats), au Salon de 1924 (Epinal)